# Aechmea sphaerocephala
Aechmea sphaerocephala es una especie fanerógama de la familia de Bromeliáceas. Es originaria de Brasil, donde se encuentra en la Mata Atlántica.

## Taxonomía
Aechmea sphaerocephala fue descrita por (Gaudich.) Baker y publicado en Journal of Botany, British and Foreign 17: 162. 1879.
Etimología
Aechmea: nombre genérico que deriva del griego akme ("punta"), en alusión a los picos rígidos con los que está equipado el cáliz.
sphaerocephala: epíteto latino que significa "con cabeza esférica".
Sinonimia
- Billbergia gigantea hort. ex Baker
- Chevaliera gigantea Maury
- Chevaliera sphaerocephala Gaudich.
- Chevaliera sphaerocephala (Baker) L.B. Sm. & W.J. Kress
- Hoplophytum giganteum E. Morren ex Baker[4][5]